# Dioctria gussakovskii
Dioctria gussakovskii är en tvåvingeart som beskrevs av Pavel Lehr 1965. Dioctria gussakovskii ingår i släktet Dioctria och familjen rovflugor. Inga underarter finns listade i Catalogue of Life.